# From Beyond (álbum)
From Beyond es el álbum debut de la banda estadounidense de death metal Massacre, lanzado el 1 de julio de 1991 por la discográfica Earache Records. El álbum fue relanzado con una cubierta diferente incluyendo el EP Inhuman Condition como bonus track.
"Corpsegrinder" fue compuesto originalmente por el guitarrista Rick Rozz cuando formaba parte de la banda Death.
La portada fue pintada por Ed Repka y se basó en el cuento del mismo nombre, escrito por H. P. Lovecraft.

## Recepción
En 2005, From Beyond  fue clasificado con el número 288 en el libro de Los 500 mejores álbumes Rock & Metal de todos los tiempos de la revista Rock Hard.

## Créditos
- Kam Lee - voz
- Rick Rozz - guitarra
- Terry Butler - bajo
- Bill Andrews - batería
- Producido por Colin Richardson y  Masacre
- Diseñado por  Scott Burns
- Ilustraciones y logotipo por Edward J. Repka